# Fårup Sommerland
 (septembre 2023).
Fårup Sommerland est un parc d'attractions ainsi qu'un parc aquatique situé à Fårup, dans la commune de Jammerbugt au Danemark.

## Histoire
L'histoire du parc commence bien avant son ouverture. La famille Kragelund, établie à Aalborg prospère dans le commerce des produits d'épicerie en gros. Malheureusement, au début des années 1970, avec l'arrivée des premiers grands supermarchés, l'activité est en déclin. Alors que la concurrence devient trop forte, la famille Kragelung décide de fermer leur commerce, après 90 ans d'activités, et de réaliser un vieux rêve.
Constatant qu'à cette époque, les familles avaient plus de temps libre, ils décidèrent de tourner leur commerce vers le tourisme. Ils choisirent la ville de Fårup pour devenir l'emplacement de leur nouveau parc de loisirs. 
La construction débutât en 1974 et la grande inauguration eu lieu le 21 juin 1975. Il était composé au départ de petites structures comme des trampolines, de canoës, ...
Au fil des années le parc s'agrandit et les attractions deviennent de plus en plus importantes. Le modeste nombre de 40 000 visiteurs en 1975 passe pour la saison 1977 à 150 000.
En 1989, le parc construit l'Aquapark, un petit parc aquatique avec une rivière sauvage et des toboggans aquatiques.
En 1992, le parc construit ses premières montagnes russes, Mine Expressen.

## Le parc d'attractions

### Les montagnes russes

#### Montagnes russes actuelles
| Nom            | Type                                        | Constructeur         | Année       |
| -------------- | ------------------------------------------- | -------------------- | ----------- |
| Mine Expressen | Train de la mine                            | Vekoma               | 1992        |
| Flagermusen    | Wild Mouse/Tournoyante                      | Reverchon Industries | 11 mai 2001 |
| Falken         | Montagnes russes en bois                    | S&S Worldwide        | mai 2004    |
| Lynet          | Lancées                                     | Gerstlauer           | 2008        |
| Pindsvinet     | Montagnes russes junior                     | Zamperla             | 2012        |
| Orkanen        | À véhicules suspendus                       | Vekoma               | 2013        |
| Saven          | Montagnes russes navette / Family boomerang | Vekoma               | 2020        |
| Fønix          | Montagnes russes en métal                   | Vekoma               | 2022        |

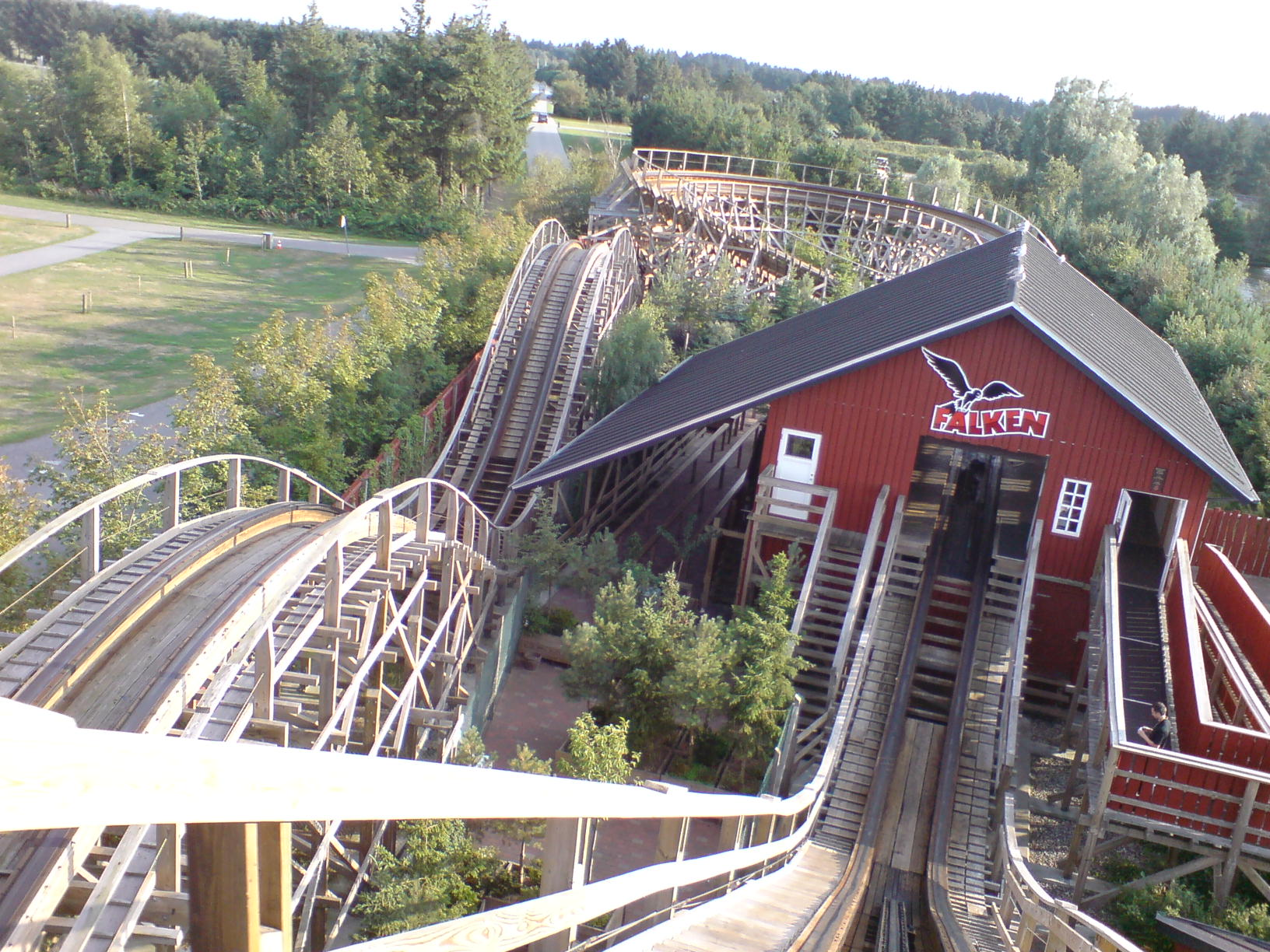
Falken
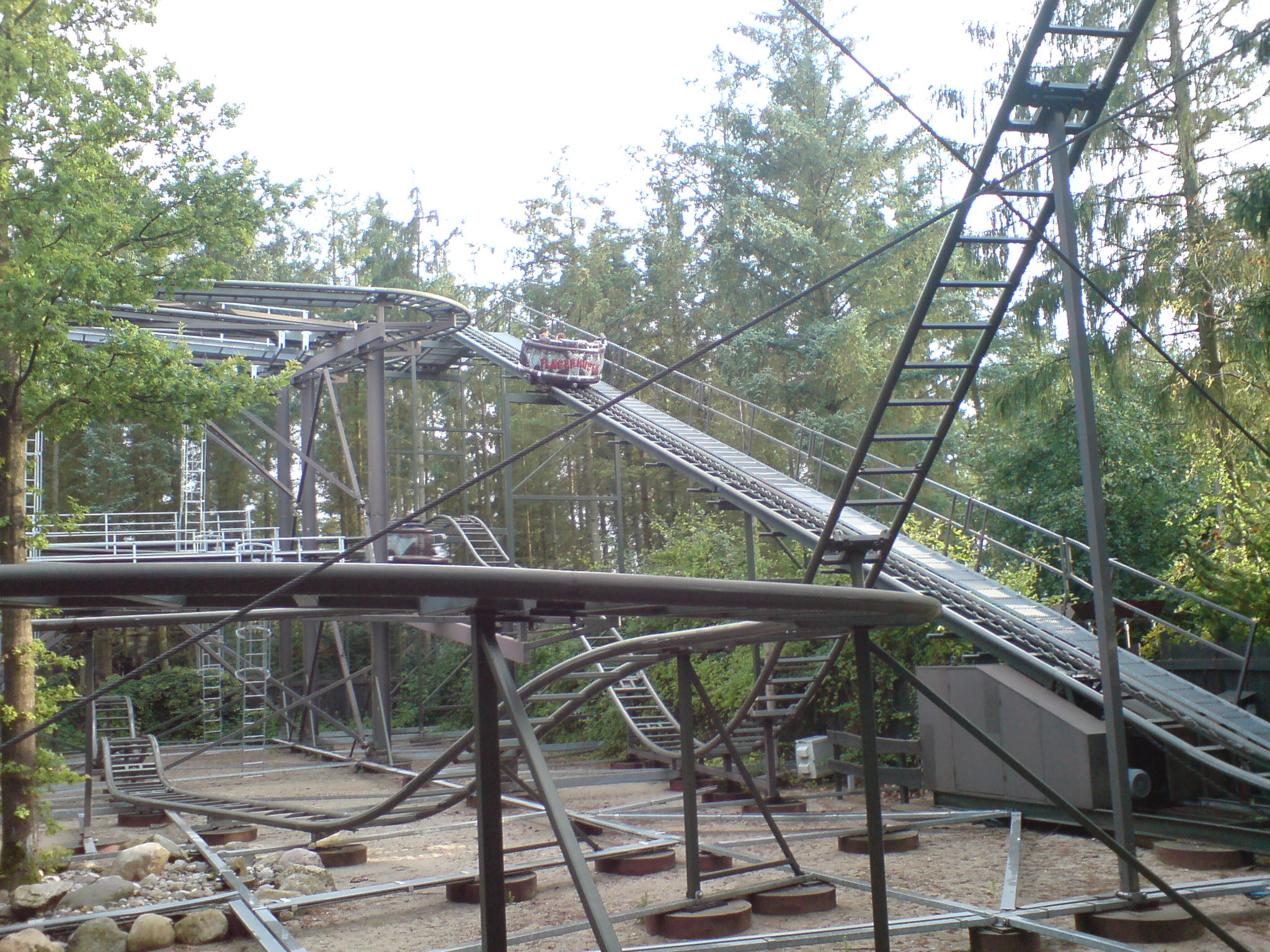
Flagermusen
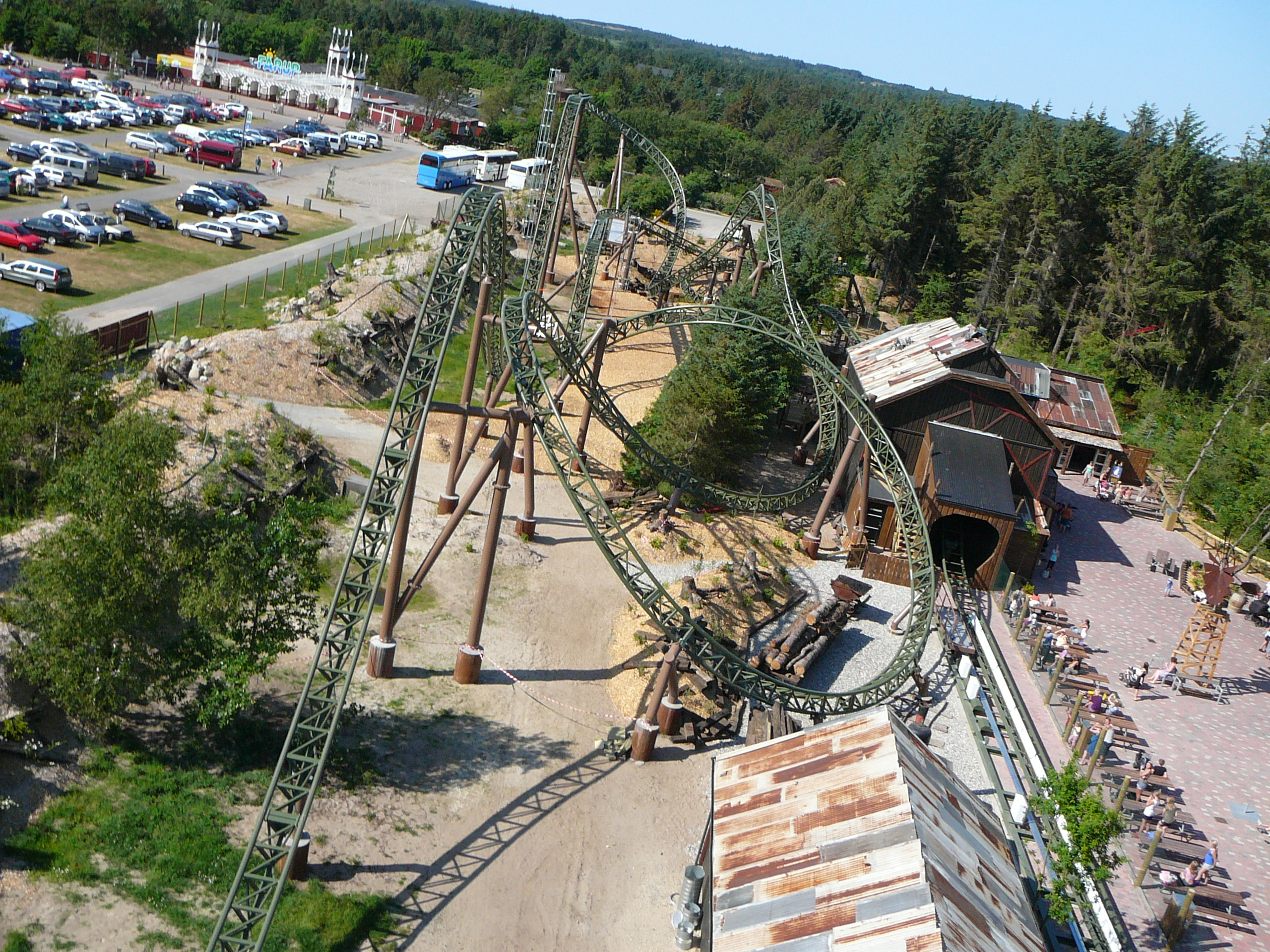
Lynet
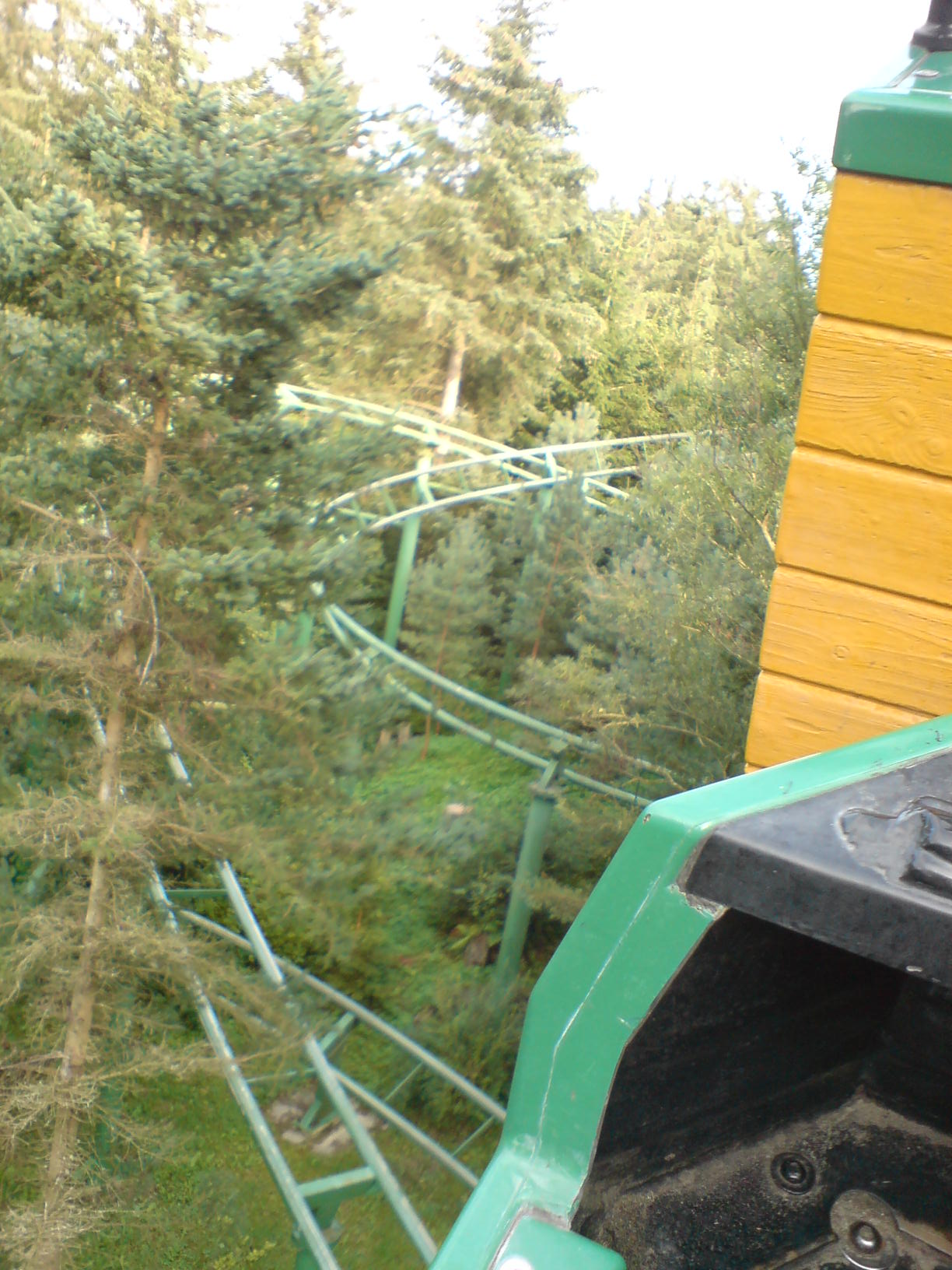
Mine Expressen
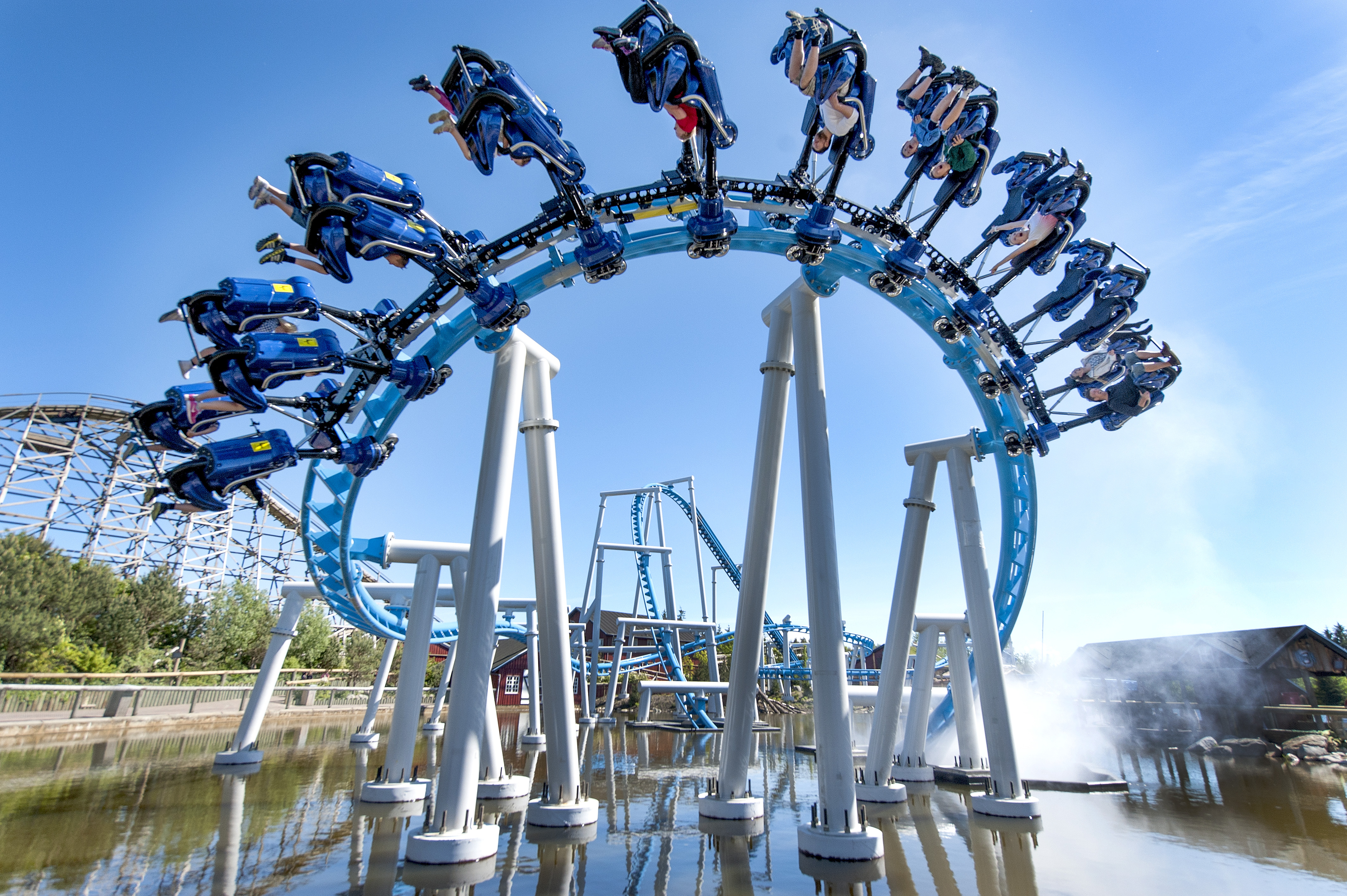
Orkanen
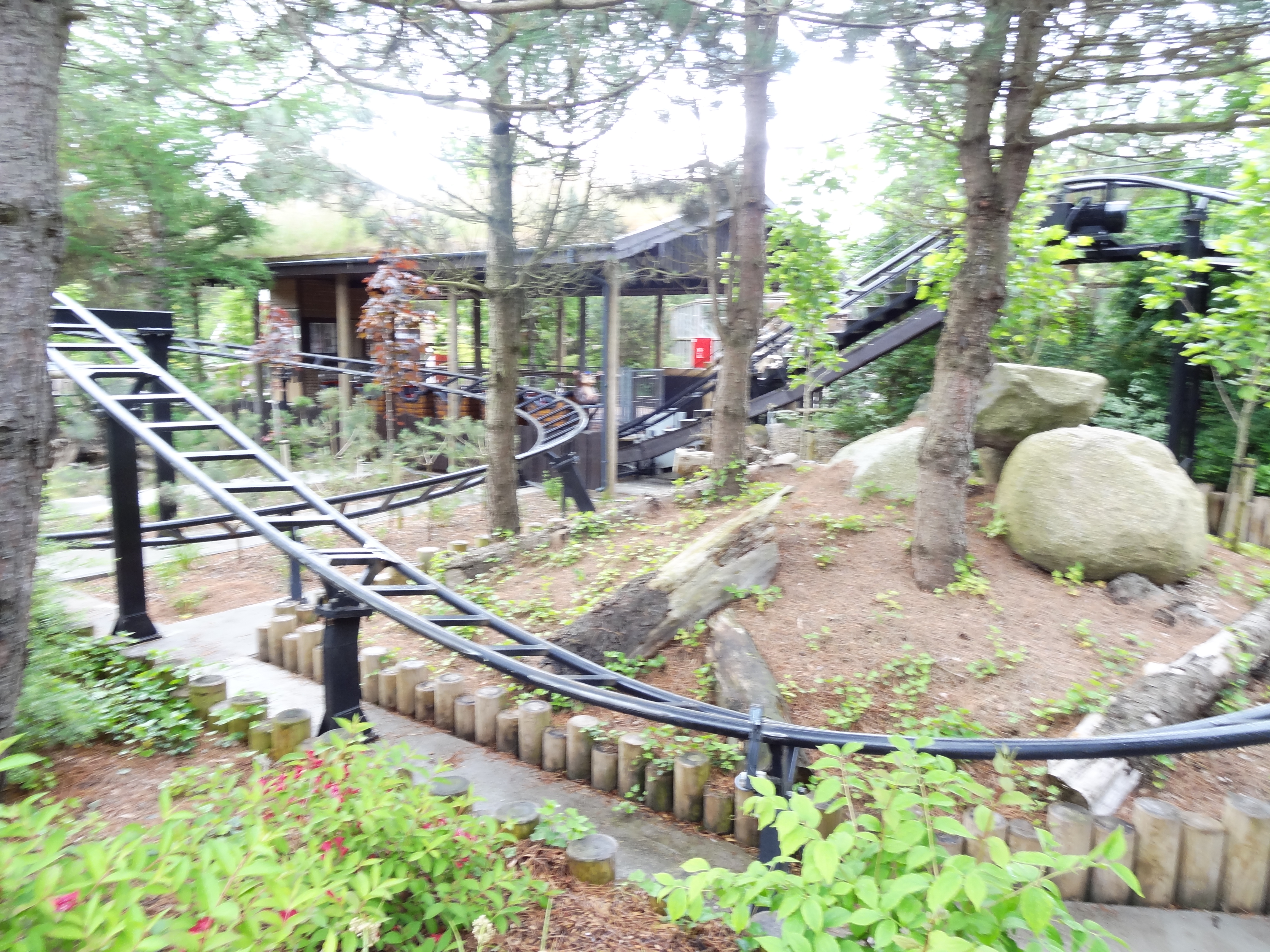
Pindsvinet

#### Anciennes montagnes russes
| Nom        | Type                      | Constructeur  | Année d'ouverture | Année de fermeture |
| ---------- | ------------------------- | ------------- | ----------------- | ------------------ |
| Humlebien  | Montagnes russes en métal |               | 1999              | 2002               |
| Mini Lynet | Montagnes russes junior   | CAM Baby Kart | 2003              | 2008               |

### Les attractions aquatiques
- Farup Rafting - Rivière rapide en bouées (1998) Bear Rides
- Træstammerne - Bûches (1991) Big Country Motionering ltd.

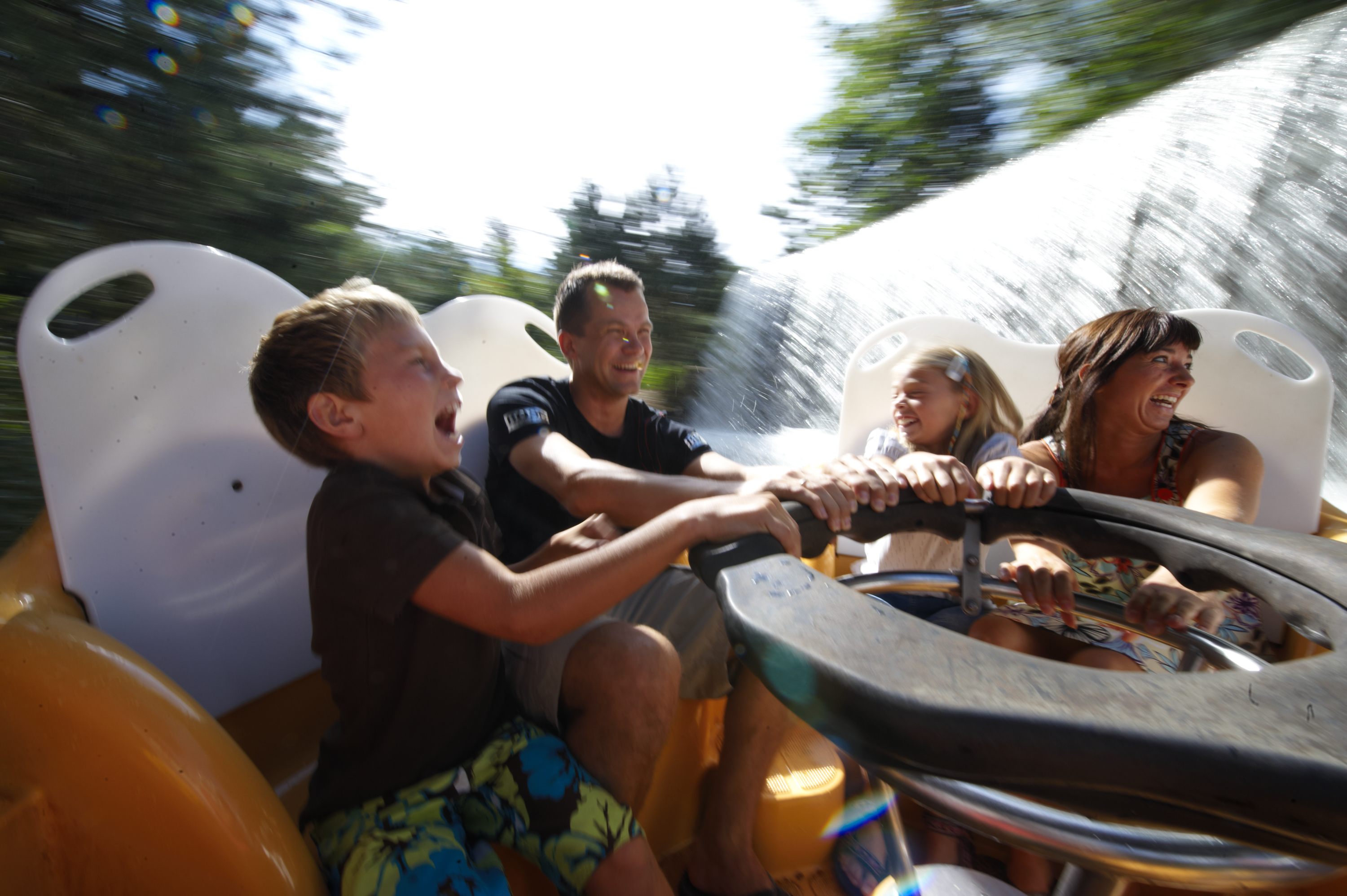
Farup Rafting
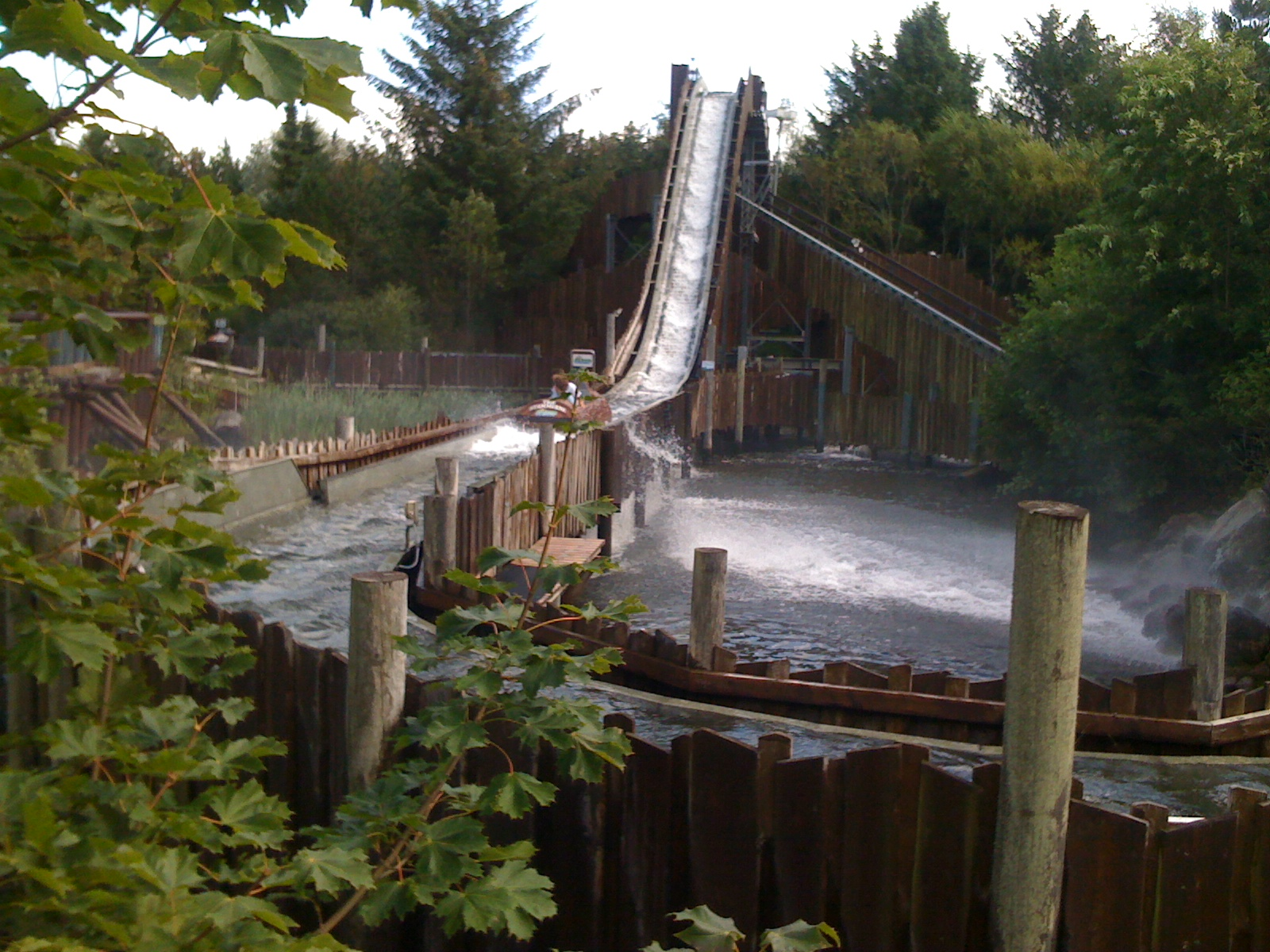
Træstammerne

### Autres attractions
- 4D–Biografen - Cinéma 4 dimensions (2006)
- Cykelbåde - Pédalos
- Den Røde Baron - Manège avion de Zamperla (1994)
- Egerntårnet - Tour de chute de Zierer (2005)
- Færdselsskolen -
- Fårupbådene - Bateau à moteurs
- Golf Øen - Minigolf (2018)
- Hvirvelvinden - Afterburner
- Kanoer - Canoës
- Motorbølle - Sidecar de Technical Park
- Nøddesvinget - Chaises volantes de Moser's Rides
- Heste - Ballades à poneys
- Racing Team - Convoy
- Robåde - Barques
- Skovsuset - Music Express
- Skovturen - Parcours en voitures (2021)
- Snurretræet - Kontiki de Zierer
- Toget - Train
- Tønderne - Tasses
- Trampoliner - Trampolines (1994)
- Vulkanen - Structure d'escalade

## Le parc aquatique
- Vandcyklonen - Toboggan aquatique
- Vandkanonen - Toboggan aquatique à trappe
- Wild River - Rivière sauvage
- Water Slide - Toboggan aquatique
- Surf Hill - Toboggan aquatique
- Bølgebassin - Piscine à vagues
- Børnevandland - Aire de jeux aquatique
- Familierutsjebane - Toboggan aquatique avec bouées (2010)
- Vandlegeland - Zone pour enfants (2010)

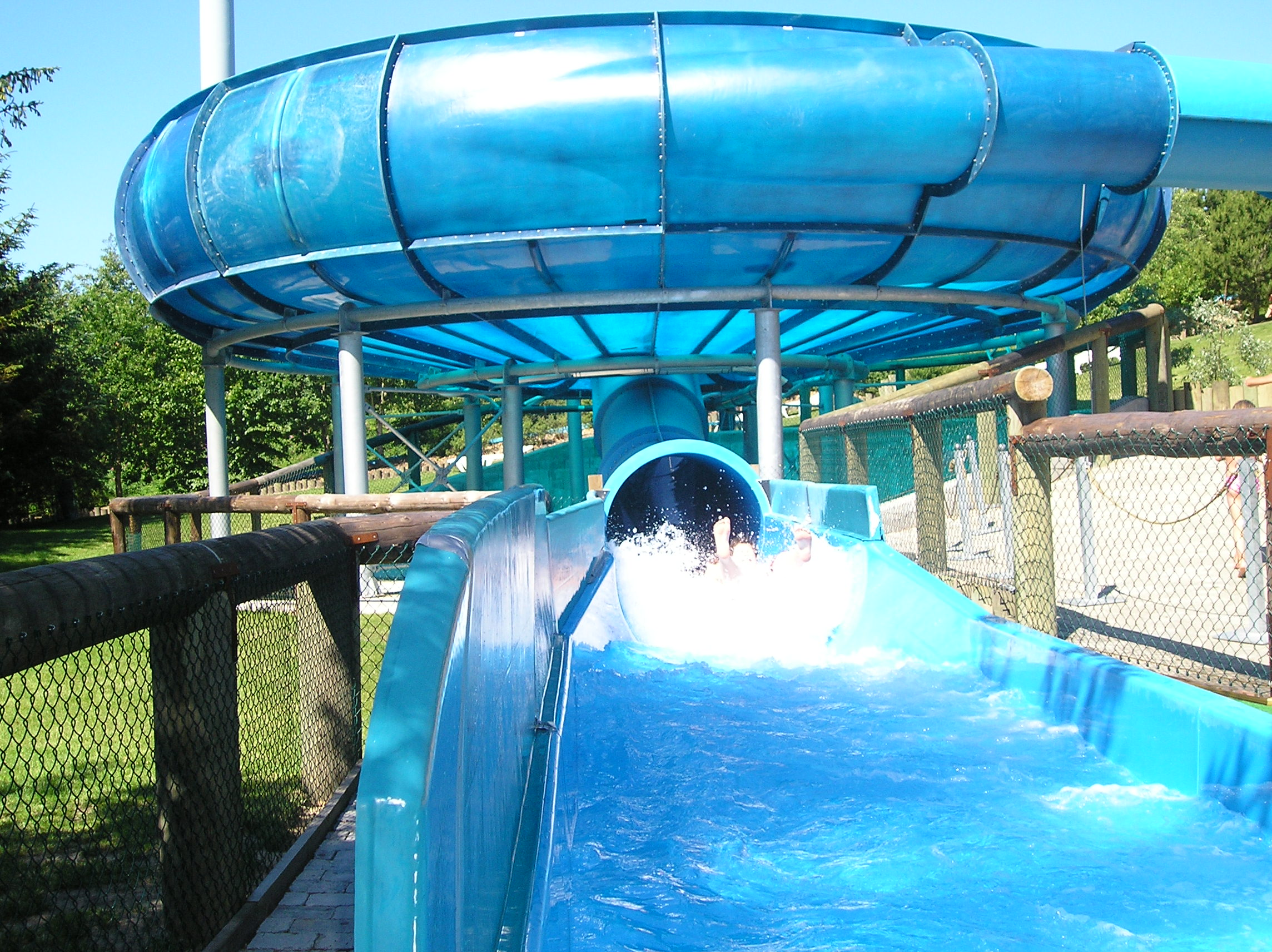
Vandcyklonen
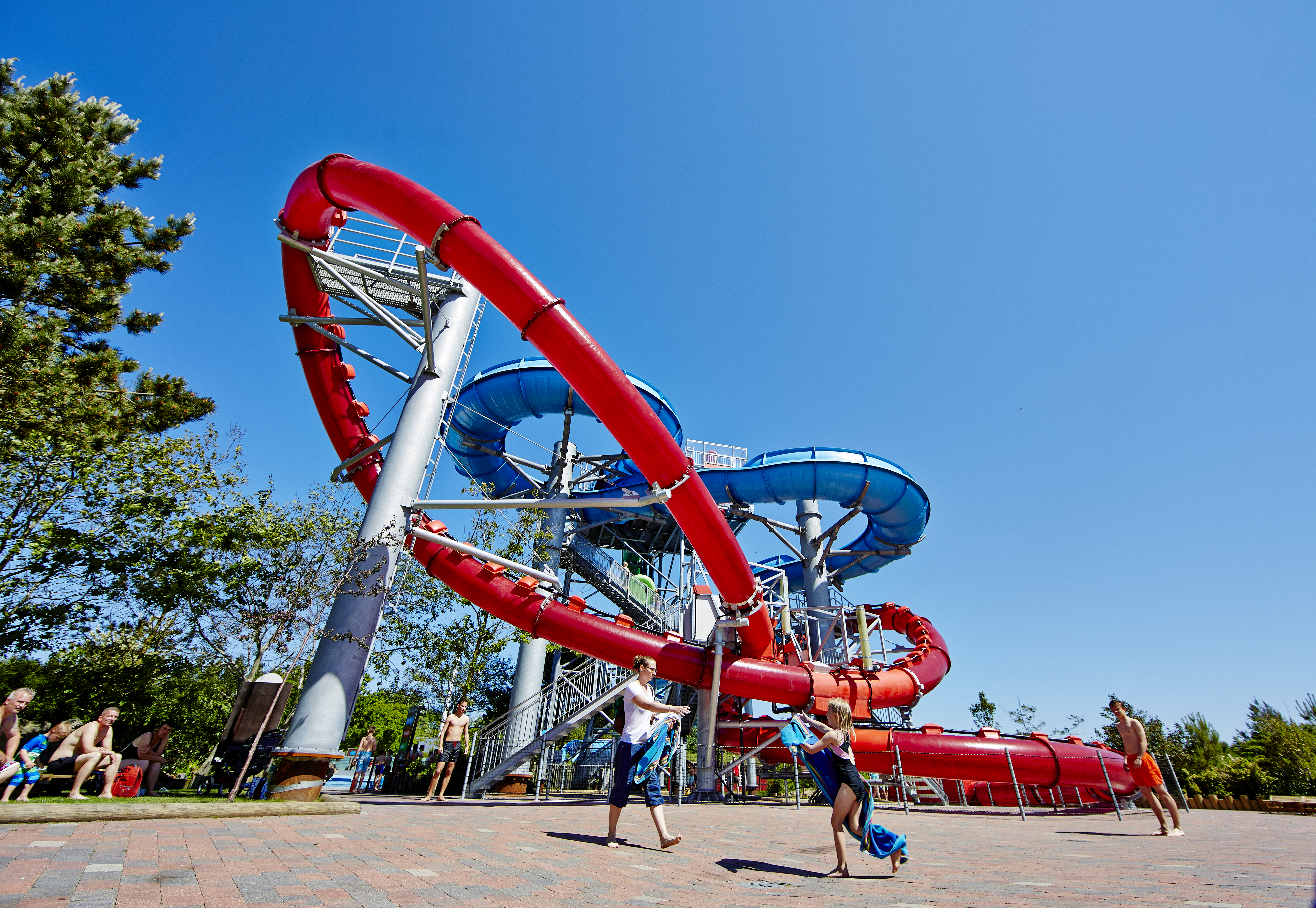
Vandkanonen
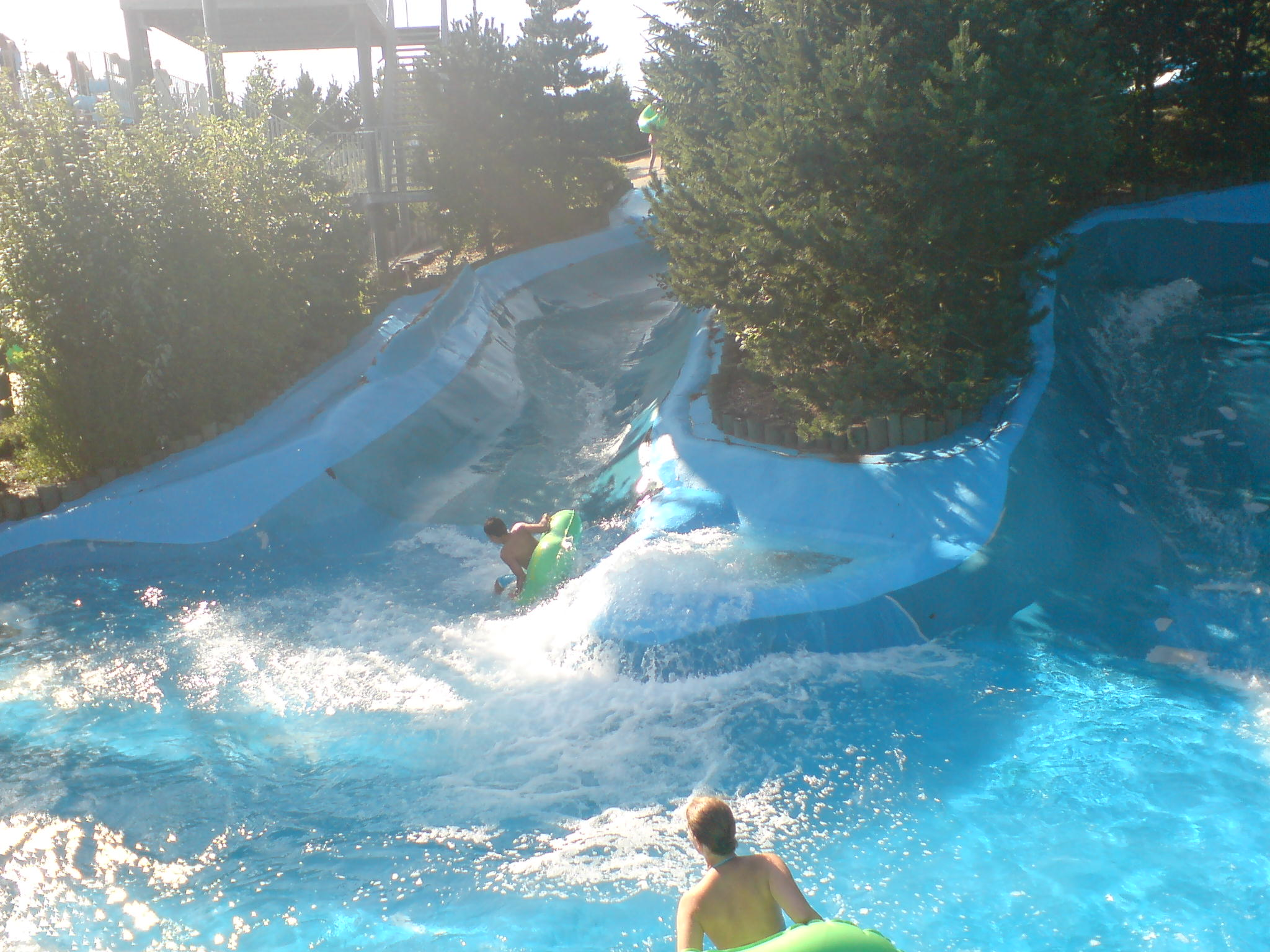
Wild River
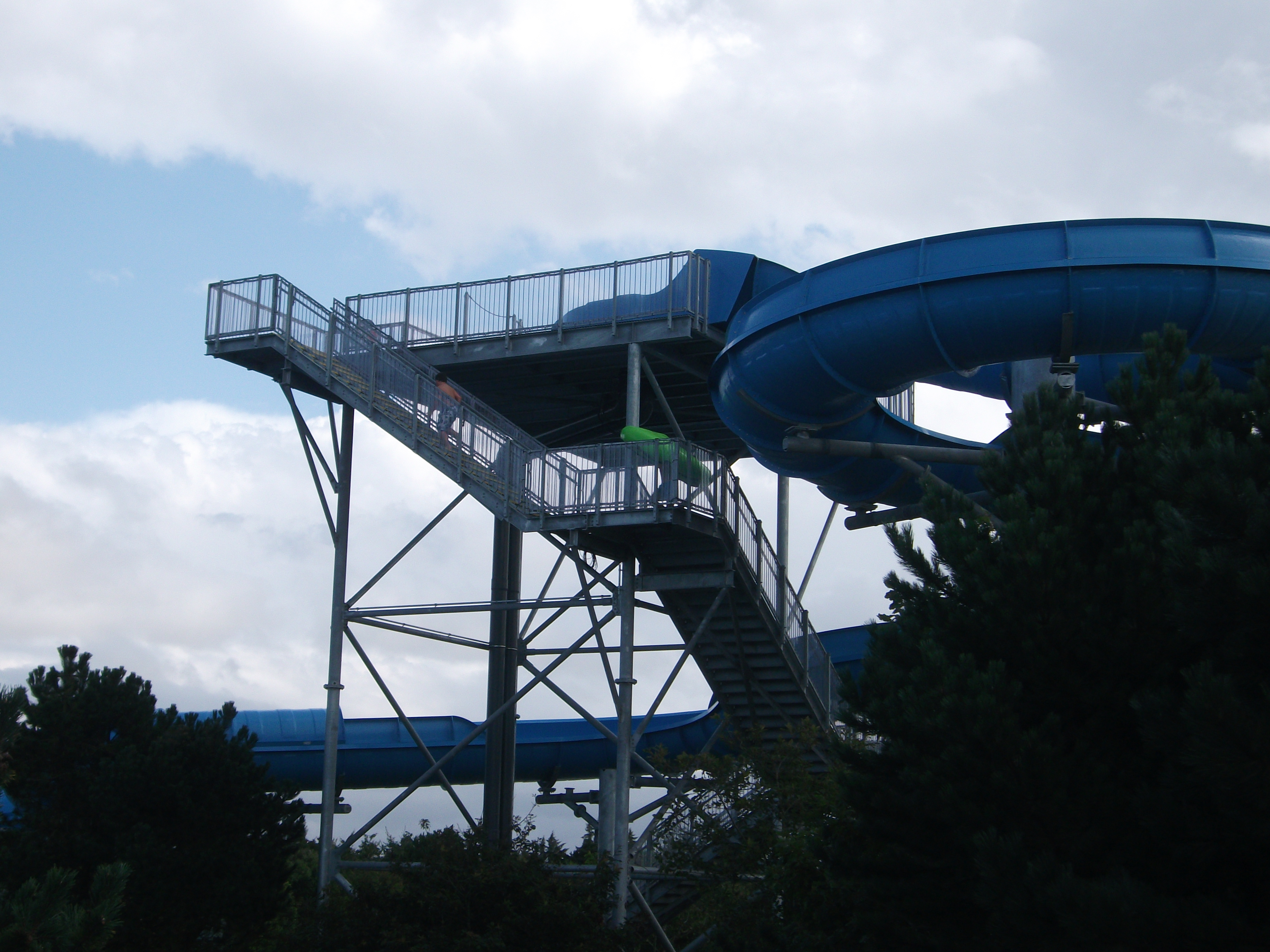
Vandlegeland

## Hôtel

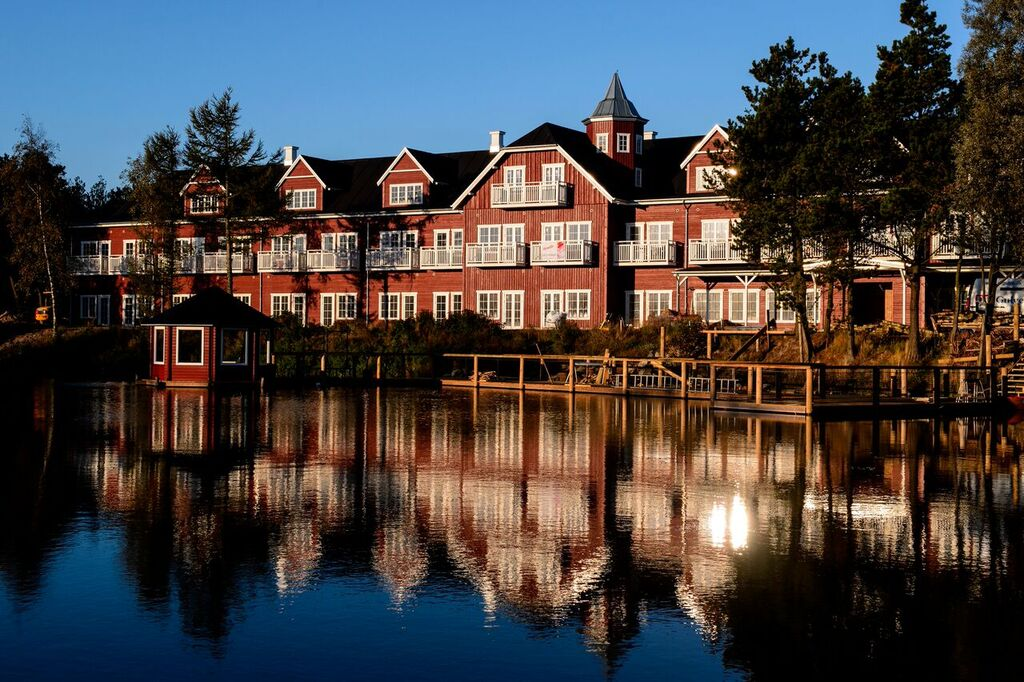
Hotel Fårup

Fårup Sommerland a ouvert un hôtel appelé Hotel Fårup en 2016. Il est situé dans le parc surplombant le lac, Orkanen et Falken, et dispose de 51 chambres. En 2019, l'hôtel Fårup s'est agrandit avec deux suites et des salles de conférence supplémentaires.